# دوري المقاتلين المحترفين
دوري المقاتلين المحترفين (بالإنجليزية: Professional Fighters League)‏ هي رابطة أمريكية لفنون القتال المختلطة تأسست في عام 2018، بعد الاستحواذ على الترويج السابق لسلسلة القتال العالمية (WSOF) في عام 2017. إنها أول منظمة رئيسية للفنون القتالية المختلطة يتنافس فيها الرياضيون الفرديون بشكل منتظم. الموسم، وبعد الموسم، والبطولة، وليس على مدار العام.
بدأ دوري المقاتلين المحترفين موسمه الافتتاحي في 7 يونيو 2018 في مسرح هولو [الإنجليزية] في ماديسون سكوير غاردن في نيويورك، نيويورك. في النهاية، فاز كل بطل من فئات الوزن الست بجائزة بطولة قدرها مليون دولار لكل منهم.
كما شهد عام 2018 إقامة أول بطولة لدوري المقاتلين المحترفين الأميركي "بي إف إل" (PFL)، ومقره في واشنطن العاصمة، والمدعوم من شركة استثمارات رياضية عملاقة تأسست حديثاً في المملكة العربية السعودية.

## وصلات خارجية
- الموقع الرسمي
- PFL event results at Tapology
- WSOF event results at Sherdog